# Садыгов, Аминага Бахман оглы
Аминага Бахман оглы Садыгов (азерб. Sadıqov Əminağa Bəhmən oğlu; род. 18 декабря 1962, Лерик) — ректор Сумгаитского государственного университета (с 2025).

## Биография
Родился 18 декабря 1962 года в Лерикском районе. В 1985 году окончил факультет прикладной математики Днепровского государственного университета.
В 1992 году в том же университете защитил кандидатскую диссертацию на тему: «Устойчивость и колебания составных многослойных цилиндрических оболочек с панелью обратной кривизны». Получил степень кандидата физико-математических наук.
В 2013 году окончил докторантуру Института систем управления Азербайджана. Защитил докторскую диссертацию на тему: «Модели и технологии для решения задач управления в чрезвычайных ситуациях». Доктор технических наук.
С 1985 года работал в Институте математики и механики НАНА.
С 1988 года являлся научным секретарём президиума НАНА.
С 1998 года — начальник научно-организационного отдела президиума НАНА.
С 2013 года — глава научно-организационного управления президиума НАНА.
С 2015 года — начальник Главного управления по науке и образованию Аппарата президиума НАНА.
1 мая 2019 года избран академиком-секретарём (вице-президентом) НАНА и членом президиума НАНА.
Директор Института систем управления Азербайджана (1 декабря 2020 — ?). В 2022—2023 годах являлся исполнительным директором данного Института.
С 12 января 2024 года являлся заместителем директора Государственного агентства науки и высшего образования Азербайджана.
Преподавал в различных университетах Азербайджана, в том числе в Бакинском государственном университете, Азербайджанском техническом университете, Азербайджанской государственная нефтяной академии, Сумгаитском государственном университете, Ленкоранском государственном университете. 
Являлся заведующим кафедрой информационных технологий и систем Азербайджанского университета архитектуры и строительства.
В 2010 году получил звание доцента, в 2016 году — профессора.
2 мая 2017 года избран членом-корреспондентом НАНА по специальности «Компьютерные науки».
Ректор Сумгаитского государственного университета (с 10 февраля 2025).
Председатель общественного объединения интеллектуальной собственности и инноваций.
Член диссертационного совета Института систем управления Азербайджана.
Эксперт Всемирной организации интеллектуальной собственности.
Член научного совета по науковедению Международной ассоциации академий наук.
Автор 190 научных работ, в том числе 4 монографий, 6 книг. Автор 2-х патентов и 2-х изобретений. 61 научная работа опубликована за рубежом.
Подготовил 5 кандидатов наук и 2 доктора наук.

## Научные достижения
- Разработана методология выявления причинно-следственных связей между случайными причинами аварий, оценки рисков аварий и моделирования процессов с мгновенными изменениями
- Разработан метод численного моделирования для изучения динамики потребления газа в туннеле с учетом теплового сопротивления и дисперсии сил инерции
- Разработана математическая модель управления водными ресурсами

## Некоторые научные публикации
- Sadigov A.B, Zeynalov R.M.  «Mathematical modeling of environmental processes at military facilities». Informatics and Control Problems, Vol. 40, Issue 2 (2020), p. 31-37

- Садыгов А.Б. «Комбинированные модели прогнозирования с предварительной кластеризацией временных рядов». Компьютерная математика, Киев, 2020, № 3, с. 37-43

- Sadigov A.B. «Modeling of Appearance of Instability of Complex Systems. International Conference on Complex Systems in Computer Science». June 17-18, 2020 in Montreal, Canada.

- Sadigov A.B., Zeynalov R.M.  «Optimal control in the problems of calculating the benefit/cost ratio in emergency response». Informatics and Control Problems, Volume 40, Issue 1(2020) p. 47-56

- Sadigov A.B. «Deep learning applications and challenges in big data analytics». International Conference on Computer Science, Machine Learning and Big Data (ICCSMLBD) November 5-6, 2020, Ankara, Turkey

## Награды
- Медаль «Прогресс» (14 декабря 2005, за заслуги в развитии науки Азербайджана)
- Медаль «100-летие Бакинского Государственного Университета» (2019)
- Почётная грамота Президиума НАНА